# 수미 산장
《수미 산장》은 한국방송공사에서 방영된 프로그램이다.

## 기획의도
머리는 비우고 마음은 채우지만 구수한 손맛 및 따뜻한 정으로 맞이하는 프로그램

## 출연진
- 김수미
- 박명수
- 전진
- 정은지
- 하니